# تايميار

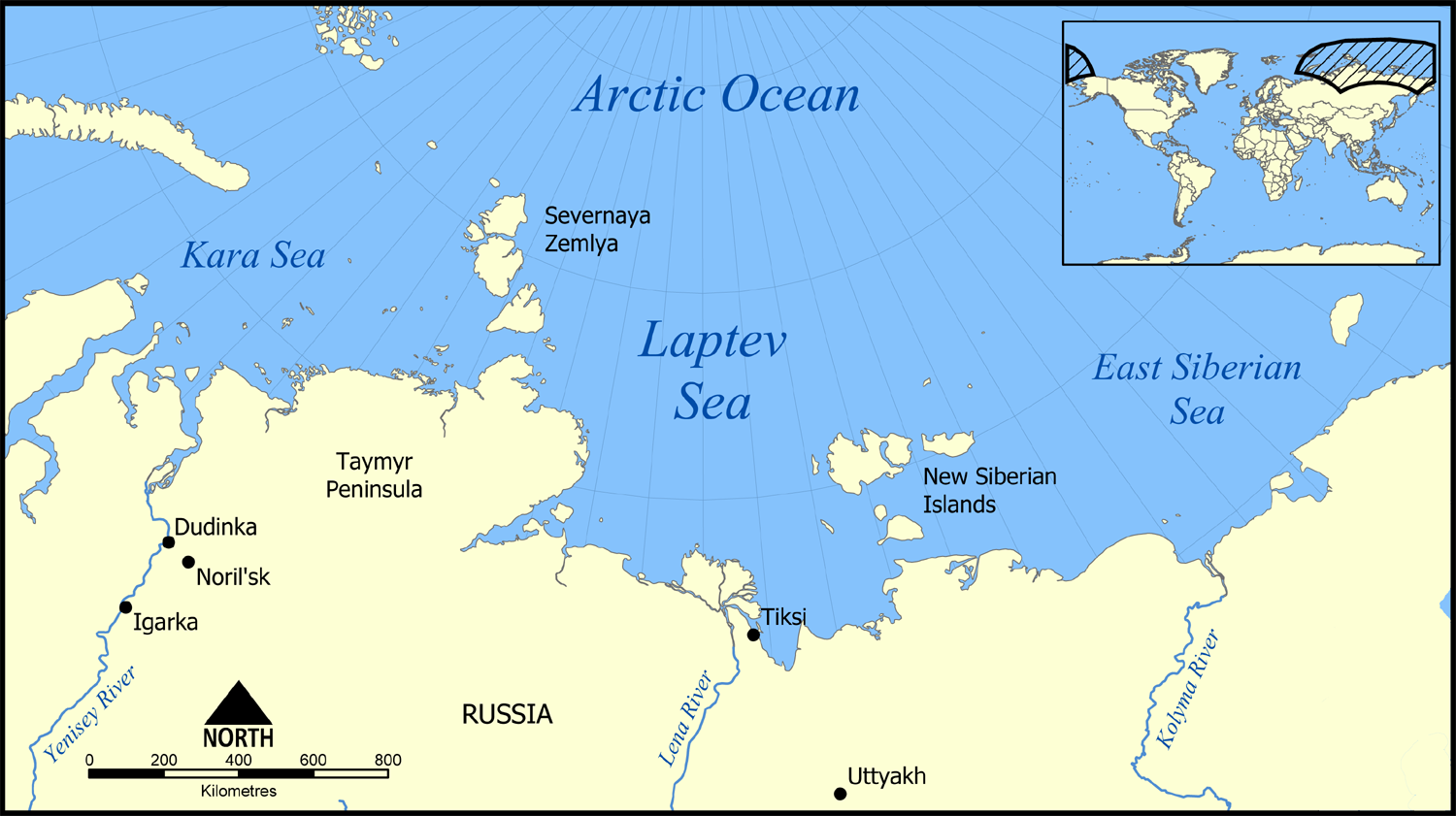
خريطة القطب الشمالي الروسي. تقع شبه جزيرة تايميار في المنطقة اليسرى من الخريطة.

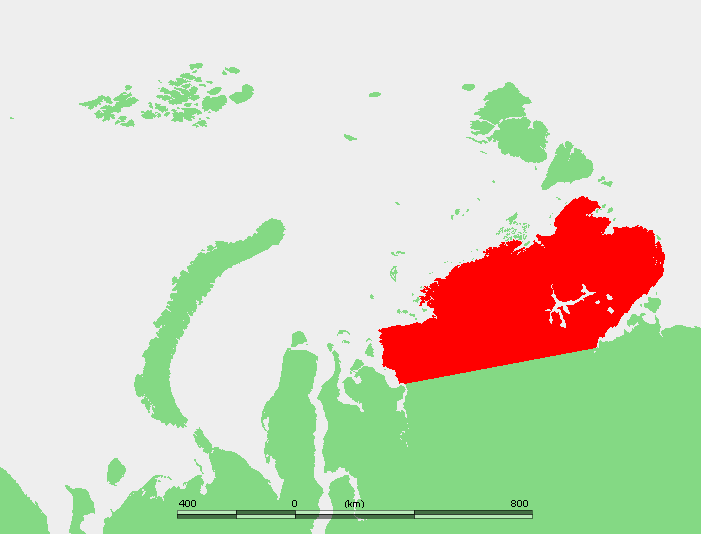
موقع شبه جزيرة تايميار

تقع شبه جزيرة تايميار (بالروسية: Полуостров Таймыр, Таймырский полуостров)‏ في أقصى شمال روسيا، في المنطقة الفيدرالية السيبيرية، التي تشكل الجزء الشمالي من البر الرئيسي لـأوراسيا وآسيا. وهي تقع بين خليج ينيسي المتفرع من بحر كارا وخليج خاتنجا المتفرع من بحر لابتيف في كراسنويارسك كراي، روسيا.
كما تقع بحيرة تايميار وجبال بيرانغا في شبه جزيرة تايميار الواسعة.
وتعتبر شبه الجزيرة مكانًا لوقوع الظاهرة التي تحدث بشكل طبيعي والمعروفة مؤخرًا بـثور المسك خارج أمريكا الشمالية، والذي انقرض منذ حوالي ألفي عامٍ مضت. ولقد تم إعادة تقديمه بنجاحٍ عام 1975. حيث نمت أعداد الفصائل إلى ألفين وخمسمائة فصيلةٍ عام 2002، وتزايدت عام 2010 لتصل إلى ستة آلاف وخمسمائة فصيلةٍ.
وتقع كيب شيلايسكين، أعلى نقطة في شمال قارة أوراسيا، في الطرف الشمالي لشبه جزيرة تايميار.

## التجمع السكاني

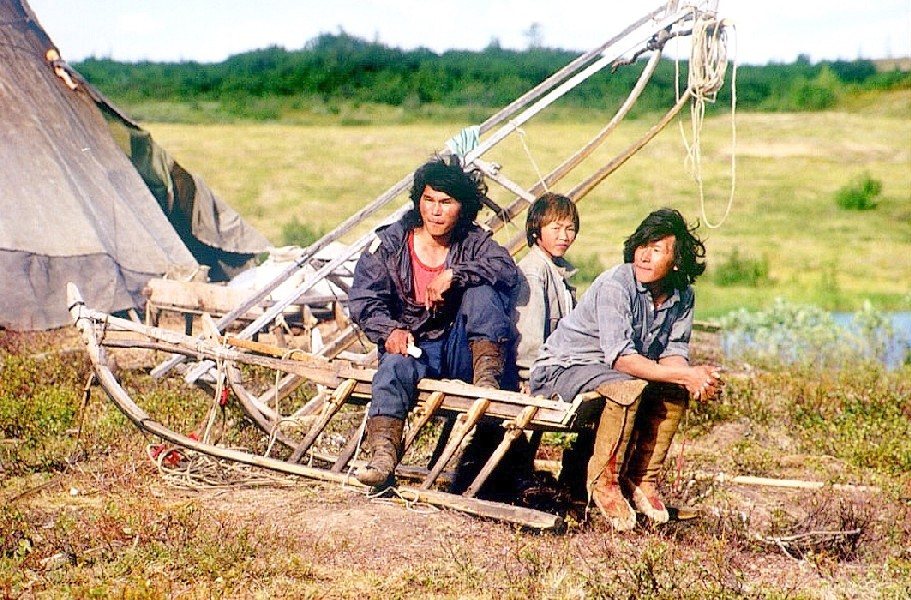
السكان الأصليون من شعب النينيت في تايميار

يعد شعب النينيت، المعروف أيضًا باسم ساموييدز، هم السكان الأصليون في شمال روسيا القطبية الشمالية، ويعيش البعض منهم في شبه جزيرة تايميار.
ويعتبر الشعب النجاناساني هم السكان الأصليون لـشعب الساموييد الذين يسكنون شبه جزيرة تايميار في سيبيريا الوسطى. وهم معروفون في روسيا الاتحادية، باعتبارهم بعض السكان الأصليين في الشمال الروسي. وهم يقيمون بشكلٍ أساسي في مستوطنات أوست-أفام، وفولاشانكا، ونوفايا في مقاطعة تايميريسكي دولجانو-نينيتسكي من كراسنويارسك كراي، بأعدادٍ أقل من السكان المقيمين في مدينتي دودينكا ونوريلسك أيضًا. ويعد الموقع المنعزل للشعب النجاناساني هو الذي مكَّنهم من الحفاظ على الممارسات الشامانية حتى في القرن العشرين.

## الاقتصاد
تقوم شركة إم إم سي لنيكل النوريلسك بإجراء عمليات التعدين في المنطقة. كما تتولى الشركة عمليات الصهر في منطقة مدينة نوريلسك بالقرب من شبه الجزيرة. يتم نقل مركزات خام النيكل وغيرها من منتجات الشركة عن طريق سكك حديدية قصيرة إلى ميناء مدينة دودينكا على نهر ينسي، ومن هناك، يتم نقلها عن طريق قارب إلى مورمانسك وموانئ أخرى.

## المناخ

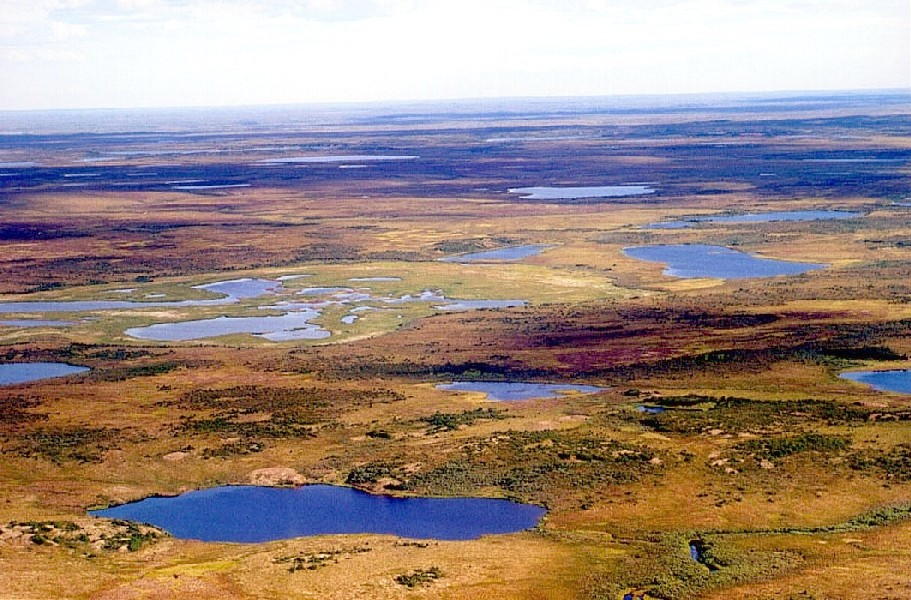
المناظر الطبيعية في تايميار

تعد سواحل شبه جزيرة تايميار مجمدةً معظم أوقات السنة، بين شهري سبتمبر ويونيو في المتوسط. كما يعتبر موسم الصيف قصيرًا، خاصةً على شواطئ بحر لابتيف في الجزء الشمالي الشرقي. ويعد المناخ في المناطق الداخلية من شبه الجزيرة قاريًا. أما مواسم الشتاء فتكون قاسية، مع وجود عواصف ثلجية متكررة ودرجات الحرارة منخفضة للغاية. وتوفر البيانات التالية المأخوذة من كيب شيلايسكين مؤشرًا للطقس الذي يشهده الطرف الشمالي لشبه الجزيرة.
| البيانات المناخية لـCape Chelyuskin | البيانات المناخية لـCape Chelyuskin | البيانات المناخية لـCape Chelyuskin | البيانات المناخية لـCape Chelyuskin | البيانات المناخية لـCape Chelyuskin | البيانات المناخية لـCape Chelyuskin | البيانات المناخية لـCape Chelyuskin | البيانات المناخية لـCape Chelyuskin | البيانات المناخية لـCape Chelyuskin | البيانات المناخية لـCape Chelyuskin | البيانات المناخية لـCape Chelyuskin | البيانات المناخية لـCape Chelyuskin | البيانات المناخية لـCape Chelyuskin | البيانات المناخية لـCape Chelyuskin |
| الشهر                               | يناير                               | فبراير                              | مارس                                | أبريل                               | مايو                                | يونيو                               | يوليو                               | أغسطس                               | سبتمبر                              | أكتوبر                              | نوفمبر                              | ديسمبر                              | المعدل السنوي                       |
| ----------------------------------- | ----------------------------------- | ----------------------------------- | ----------------------------------- | ----------------------------------- | ----------------------------------- | ----------------------------------- | ----------------------------------- | ----------------------------------- | ----------------------------------- | ----------------------------------- | ----------------------------------- | ----------------------------------- | ----------------------------------- |
| متوسط درجة الحرارة الكبرى °م (°ف)   | −26 (−15)                           | −26 (−15)                           | −24 (−11)                           | −16 (3)                             | −8 (18)                             | 1 (34)                              | 5 (41)                              | 4 (39)                              | 0 (32)                              | −10 (14)                            | −19 (−2)                            | −22 (−8)                            | 5 (41)                              |
| متوسط درجة الحرارة الصغرى °م (°ف)   | −33 (−27)                           | −33 (−27)                           | −33 (−27)                           | −26 (−15)                           | −15 (5)                             | −5 (23)                             | −3 (27)                             | −3 (27)                             | −5 (23)                             | −16 (3)                             | −26 (−15)                           | −30 (−22)                           | −33 (−27)                           |
| الهطول مم (إنش)                     | 8 (0.3)                             | 9 (0.4)                             | 9 (0.4)                             | 8 (0.3)                             | 9 (0.4)                             | 18 (0.7)                            | 21 (0.8)                            | 22 (0.9)                            | 22 (0.9)                            | 15 (0.6)                            | 9 (0.4)                             | 11 (0.4)                            | 201 (7.9)                           |
| متوسط أيام هطول الأمطار             | 15                                  | 15                                  | 14                                  | 12                                  | 11                                  | 12                                  | 11                                  | 12                                  | 15                                  | 16                                  | 13                                  | 16                                  | 162                                 |
| ساعات سطوع الشمس الشهرية            | 0                                   | 0                                   | 124                                 | 270                                 | 217                                 | 150                                 | 186                                 | 124                                 | 62                                  | 0                                   | 0                                   | 0                                   | 1٬133                               |
| المصدر: World Climate Guide         |                                     |                                     |                                     |                                     |                                     |                                     |                                     |                                     |                                     |                                     |                                     |                                     |                                     |

## انظر أيضًا

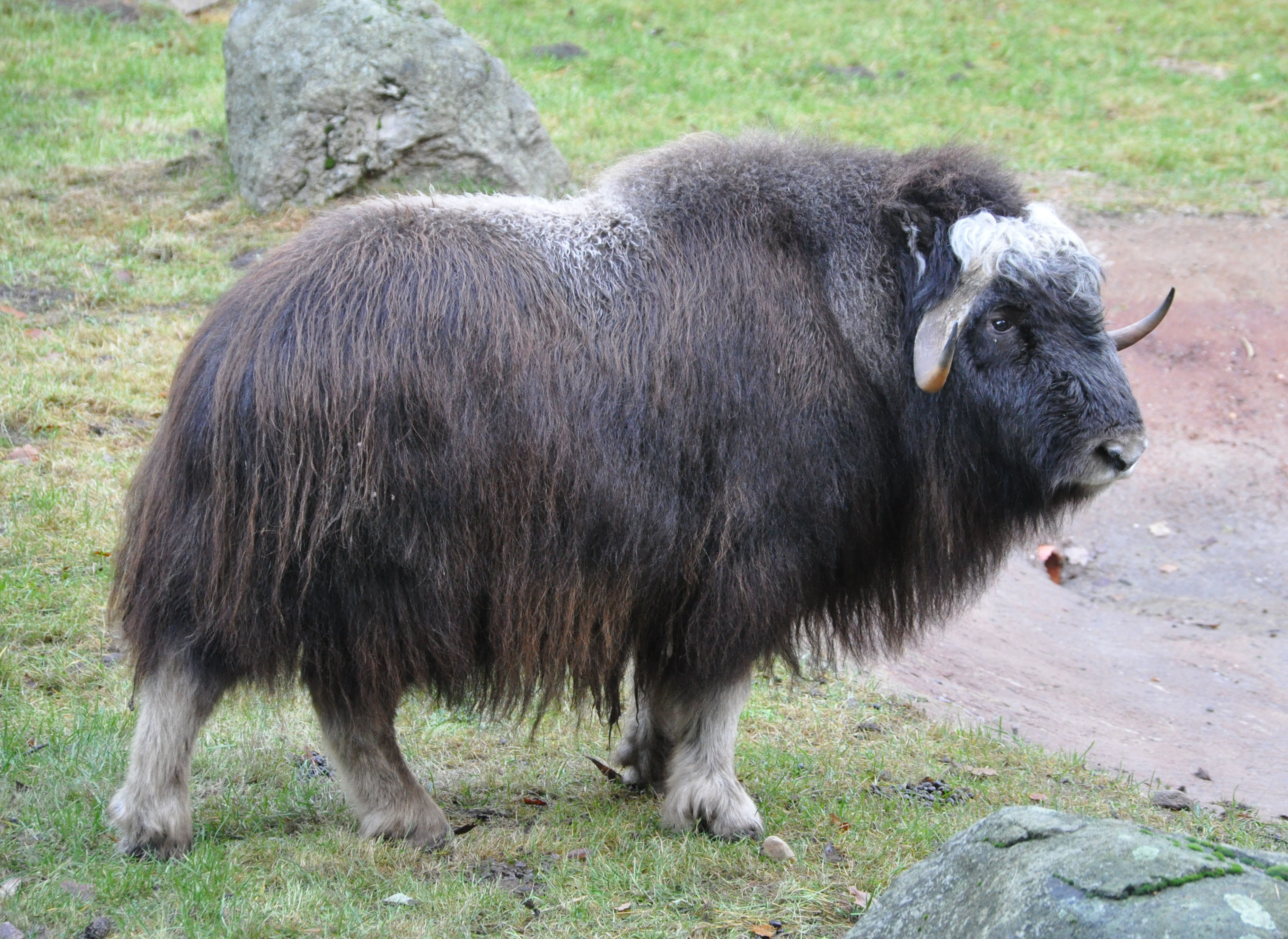
ثور المسك من الثدييات الأركتيكية من عائلة البقريات، تم إعادة تقديمه بنجاح إلى منطقة شبه جزيرة تايميار عام 1975.

## قائمة المصادر
- Hoppál, Mihály (2005). Sámánok Eurázsiában (بالمجرية). Budapest: Akadémiai Kiadó. ISBN:9630582953. (The title means “Shamans in Eurasia”, the book is written in Hungarian, but it is published also in German, Estonian and Finnish: Site of publisher with short description on the book (in Hungarian) نسخة محفوظة 2 يناير 2010 على موقع واي باك مشين..)

## وصلات خارجية
- Taymyr Peninsula photographs